# 水戸警察署
水戸警察署（みとけいさつしょ）は、茨城県警察が管轄する警察署の一つ。県内筆頭の大規模署で、署長は警視正。

## 所在地
茨城県水戸市三の丸1丁目5番21号

## 管轄区域
- 水戸市（旧内原町含む）
- 東茨城郡大洗町
- 東茨城郡茨城町

## 沿革
- 1872年（明治5年） - 警保掛行政司法警察設置
- 1874年（明治7年） - 水戸警察出生所設置
- 1877年（明治10年） - 水戸警察署と改称
- 1948年（昭和23年） - 警察法施行により国家地方警察水戸地区警察署と水戸市警察署が設置される。
- 1954年（昭和29年） - 警察法施行により、茨城県水戸警察署に変更。
- 1974年（昭和49年） - 現庁舎完成

## 組織
- 署長
- 副署長
- 地域官
- 刑事官
- 交通官
- 警務課
  - 総合相談係
- 会計課
- 留置管理課
- 地域第一課
- 地域第二課
- 地域第三課
- 生活安全課
  - 銃刀係
- 刑事第一課
  - 強行犯係
  - 鑑識係
- 刑事第二課
  - 告訴係
- 刑事第三課
- 交通第一課
  - 規制係
- 交通第二課
  - 事故捜査係
- 警備課

## 地区交番

### 大洗町
- 大洗地区交番 - 東茨城郡大洗町磯浜町6881-363

### 茨城町
- 茨城地区交番 - 東茨城郡茨城町大字小堤1022-2

## 交番

### 水戸市
- 茨大前交番 - 水戸市袴塚3丁目11-5
- 大工町交番 - 水戸市大工町1丁目6番地
- 水戸駅北口交番 - 水戸市宮町1丁目1-1
- 東台交番 - 水戸市東台1丁目5-36
- 石川町交番 - 水戸市石川3丁目4122-11
- 千波町交番 - 水戸市千波町2357-6
- 赤塚駅前交番 - 水戸市河和田1丁目1830-7
- 水戸駅南口交番 - 水戸市桜川1丁目2-3
- 見川交番 - 水戸市見川5丁目1307-8
- 県庁前交番 - 水戸市笠原町1978-1
- 酒門交番 - 水戸市酒門町3283-4
- 内原交番 - 水戸市内原1丁目30

## 駐在所

### 水戸市
- 飯富駐在所 - 水戸市飯富町1220
- 大串駐在所 - 水戸市大串町475-1
- 国井駐在所 - 水戸市下国井町1553-4
- 双葉台駐在所 - 水戸市双葉台4丁目1-12

### 茨城町
- 秋葉駐在所 - 東茨城郡茨城町大字秋葉718-1
- 小幡駐在所 - 東茨城郡茨城町大字小幡1025-69
- 城之内駐在所 - 東茨城郡茨城町大字城之内717-1
- 石崎駐在所 - 東茨城郡茨城町大字中石崎769-2